# Bandera de Pedret i Marzà
La bandera oficial de Pedret i Marzà té la següent descripció:
Bandera apaïsada de proporcions dos dalt per tres de llarg, vermella, amb dues bandes groga la de dalt i blanca la de baix, cadascuna de gruix 1/10 de l'alçària del drap. separades pel mateix gruix.
Va ser aprovada el 22 de novembre de 1999 i publicada en el DOGC el 24 de desembre del mateix any amb el número 3042.